# Desisa
Desisa – rodzaj chrząszczy z rodziny kózkowatych i podrodziny zgrzypikowych. 

## Zasięg występowania
Przedstawiciele tego rodzaju występują w Indiach, Chinach oraz Azji Południowo-Wschodniej.

## Systematyka
Do Desisa należą 22 gatunki i 3 podrodzaje:

- Podrodzaj Cylindrostyrax Aurivillius, 1911
  - Desisa lunulata
  - Desisa lunulatoides
  - Desisa marmorata
  - Desisa quadriplagiata
  - Desisa stramentosa
  - Desisa takasagoana
  - Desisa undulatofasciata
  - Desisa uniformis
- Podrodzaj Desisa Pascoe, 1865
  - Desisa celebensis
  - Desisa chinensis
  - Desisa dispersa
  - Desisa javanica
  - Desisa kuraruana
  - Desisa lateplagiata
  - Desisa luzonica
  - Desisa malaccensis
  - Desisa parvula
  - Desisa subfasciata
  - Desisa variabilis
  - Desisa variegata
  - Desisa yunnana
- Podrodzaj Mesodesisa Breuning, 1974
  - Desisa reseolata